# Oncostemum pendulum
Oncostemum pendulum är en viveväxtart som beskrevs av Carl Christian Mez. Oncostemum pendulum ingår i släktet Oncostemum och familjen viveväxter. Inga underarter finns listade i Catalogue of Life.